# Campionat Autonòmic de Raspall en trinquet
El Campionat Autonòmic de Raspall en trinquet és un torneig de raspall per parelles en trinquet, organitzat per la Federació de Pilota Valenciana i patrocinat per Ruralcaixa.
Els participants són tots pilotaris aficionats (o professionals retirats), els quals representen una població, i s'hi juga en format lliga.

## Historial
| Any  | Campió                      | Subcampió                 | Resultat | Trinquet                    |
| ---- | --------------------------- | ------------------------- | -------- | --------------------------- |
| 2010 | Rafelbunyol Miguel i Moro   | Alzira Lluïset i Trini    | 25-5     | La Llosa de Ranes           |
| 2009 | Alzira Lluïset i Roberto    | Rafelbunyol César i Moro  | 30-25    | Xeraco Trinquet del Genovés |
| 2008 | Beniarrés Lluïset i Roberto | Rafelbunyol Campos i Moro | 30-10    | Trinquet del Genovés        |
| 2007 | Beniarrés Lluïset i Roberto | Xeraco B Josep i Marrades | 25-15    | Rafelbunyol                 |
| 2006 | Xeraco B                    | Dénia A                   | 25-20    | Trinquet del Genovés        |
| 2005 | Xeraco B                    | Càrcer                    | 25-15    | Xeraco                      |
| 2004 | Tavernes de la Valldigna    | Xeraco A                  | 25-5     | Xeraco                      |
| 2003 | Aielo de Malferit           | Tavernes de la Valldigna  | 25-20    | Llosa de Ranes              |
| 2002 | Xeraco                      | L'Olleria                 | 25-15    | Xeraco                      |
| 2001 | Aielo de Malferit           | Dénia                     |          |                             |
| 2000 | Dénia                       | El Genovés                |          |                             |
| 1999 | Polinyà                     | El Genovés                |          |                             |

## Participació en el Campionat Autonòmic de Raspall en trinquet
- En l'edició del 2006 hi participaren 40 pobles.
- En l'edició del 2007 hi participaren 80 equips de 37 pobles dividits en 5 categories: Primera (11 equips), Segona (19), Tercera A (30), Tercera B (16), i Juvenils (4).
- En l'edició del 2008 hi participaren 93 equips, de 34 pobles, dividits en 7 categories (una d'elles nova, la femenina).